# Triumf śmierci (powieść)
Triumf śmierci (wł. Trionfo della morte) – powieść pisana przez Gabriele D’Annunzio od września 1889 do marca 1894 roku (daty te umieścił pod koniec powieści). 
Po wydaniu francuskiego tłumaczenia stała się bestsellerem, natomiast w Rzymie wzrosło zainteresowanie tymże utworem. Jest trzecią powieścią D’Annunzio wydaną po Rozkoszy (Il Piacere) oraz Niewinnym (L'Innocente); ze względu na podobną tematykę skoncentrowaną wokół gwałtownej namiętności, wedle zamysłu pisarza utwory te mogłyby stanowić jeden cykl zatytułowany Powieści spod znaku Róży. 
Początkowo D’Annunzio nadawał tejże powieści tytuły Barbara Doni, L'Invincibile (fragmenty były drukowane w tygodniku „La Tribuna Illustrata”; wtedy też bohaterami byli Paolo i Adriana), L'Agonia. W jednym z listów wyrażał chęć zmiany tytułu na La Nemica (Nieprzyjaciółka). Tytuł Triumf śmierci inspirowany był twórczością Francesca Petrarki i średniowiecznym malarstwem. Pisanie utworu ukończył w opuszczonym klasztorze znajdującym się niedaleko rodzinnej Pescary, w miejscowości Francavilla; przebył tam z Neapolu w grudniu 1893. Tu też stworzył Rozkosz i Niewinnego.
Od lutego do września 1893 roku fragmenty powieści ukazywały się w neapolitańskim dzienniku „Il Mattino”.
Podstawowym problemem powieści jest miłość będąca nierozerwalnie połączoną ze śmiercią. Szkice do utworu stanowiła korespondencja pisarza z Barbarą Leoni (nazywana była przez niego Barbarellą); niektóre fragmenty listów zostały bezpośrednio wprowadzone do dzieła. Głównymi jej bohaterami są Giorgio Aurispa i Ippolita Sanzio.  
Powieść krytykowana była za nadmierną koncentrację na porywach zmysłowych i uczuciowych oraz pominięcie namiętności intelektualnych. 